# 814 TCN
814 TCN là một năm trong lịch La Mã.